# Koppning

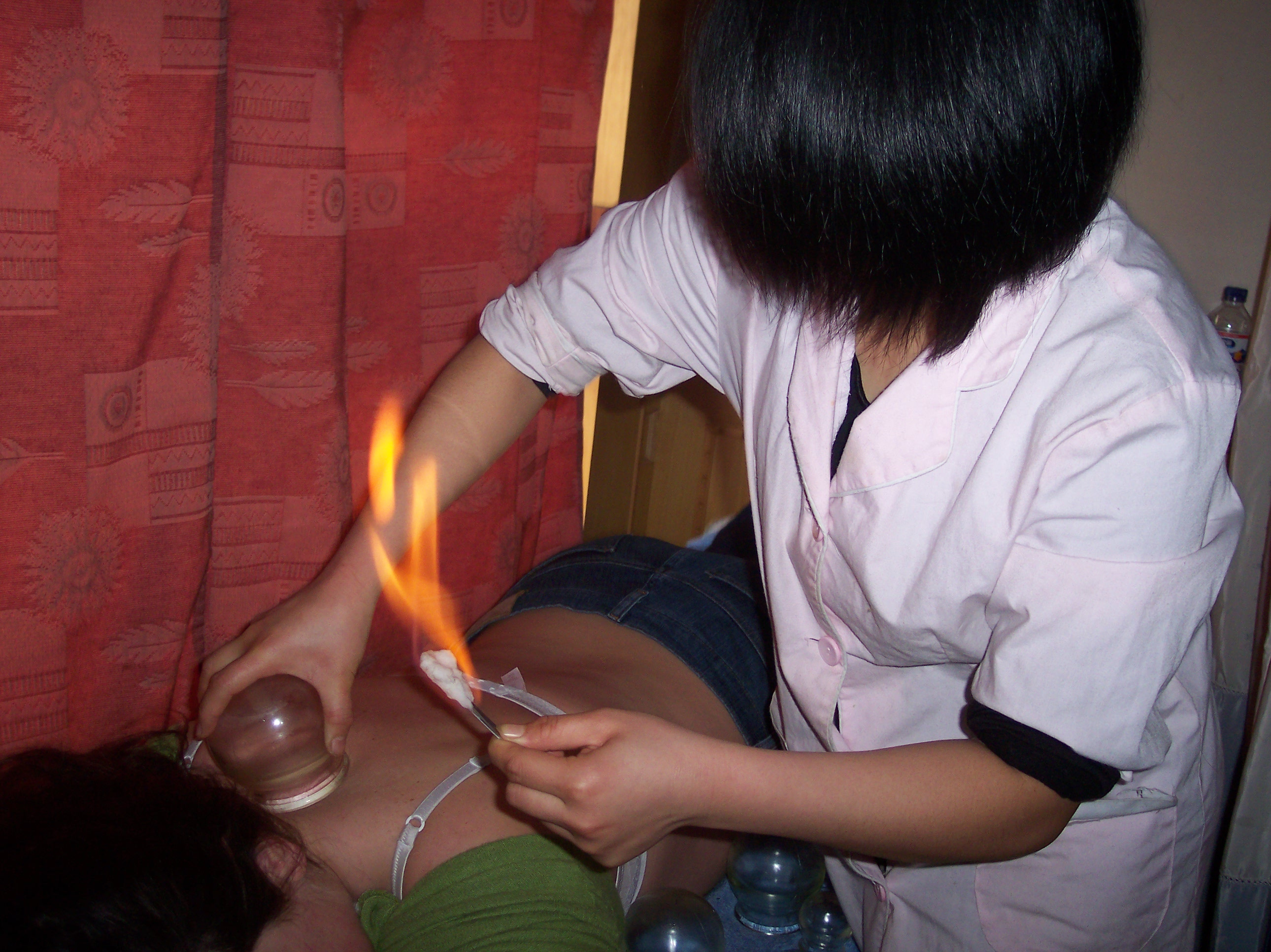
En patient behandlas med koppning.

Koppning (numera används även det engelska ordet cupping) är en alternativmedicinsk metod där man med hjälp av kärl skapar undertryck som lyfter upp huden.

## Historia
Koppning förekom tidigare i traditionell läkekonst för behandling av stela axlar, svullna ben, värk med mera. Den kunde kombineras med åderlåtning, varvid man gjorde små sår i huden innan man med hjälp av ett kopphorn skapade ett vakuum som lyfte upp huden och drog ut en mindre mängd blod. 
I Sverige var den inte ovanlig ännu under 1700-talet. Den omnämns i encyklopedin Dictionnaire de l'Académie française från 1694. 
Koppningen har dock en mycket äldre historia. Redan i Mesopotamien har man funnit spår av utrustning.
Även i Kina för 2000 år sedan användes koppning i akupunkturbehandling.
Koppning förekommer även inom den traditionella kinesiska läkekonsten där bägare av glas, bambu eller plast används, bland annat för att behandla rygg och nacke.[källa behövs]

### Tillvägagångssätt
Undertryck kan skapas genom att luften i kärlen först värms över en eldslåga, varefter de snabbt appliceras på det ställe som ska behandlas.
Förr användes kohorn vars spetsar sågats av så att ett litet hål öppnats, i vilket man satte en tättslutande tapp av trä och skinn. Vid behandlingen togs tappen av och med munnen sögs luften ur, så att det bildades ett undertryck och hornet sögs fast mot huden. Med tappen som kvickt sattes tillbaka i hålet kunde undertrycket bevaras. När behandlingen var klar togs tappen bort och hornet lossades. Vid samtidig åderlåtning tvättades först behandlingsstället och stacks med udden på en ren kniv innan hornet applicerades.[källa behövs]

## Koppning idag
I dag används koppning som ett komplement och hjälpmedel vid massagebehandlingar. Sugkoppar i plast/gummi i olika storlekar används. De trycks fast på huden och förs fram och tillbaka över behandlingsområdet. Undertrycket anses då främja blodcirkulationen i muskler och underhud.